# Lili André
Lili Helena André, född 19 mars 1970 i Staffans församling i Gävle, är en svensk politiker (kristdemokrat). Hon är ordinarie riksdagsledamot sedan 2022, invald för Gävleborgs läns valkrets.
Lili André har tidigare varit processledare inom innovation och digitalisering. Hon är ordförande i KD Gävleborg och sedan 2017 är André invald i Kristdemokraternas partistyrelse.
André tävlade som utmanare i Gladiatorerna år 2002. År 2003 tog André SM-guld i bodybuilding -57 kg i klassen. Tävlingen hölls i Västerås.  